# بروک‌هاوس ۲۷۷۶۵
سیارک ۲۷۷۶۵ (به انگلیسی: 27765 Brockhaus، نامگذاری:1991RJ41) بیست و هفت هزار و هفتصد و شصت و پنجمین سیارک کشف‌شده است که در ۱۰ سپتامبر ۱۹۹۱ کشف شد.
این سیارک به افتخار فریدریش آرنولد بروک‌هاوس، ناشر نامدار آلمانی، به نام او نام‌گذاری شده‌است.